# Darius Days
Darius Days, né le 20 octobre 1999 à Gainesville en Floride, est un joueur américain de basket-ball évoluant au poste d'ailier fort et mesurant 1,98 m.

## Biographie

### Carrière universitaire
Il évolue aux Tigers de LSU pendant quatre saisons.

### Carrière professionnelle

#### Rockets de Houston (2022-2023)
Lors de la draft 2022 il n'est pas sélectionné. En octobre 2022, il signe un contrat two-way en faveur des Rockets de Houston.
Début juillet 2023, son contrat two-way est renouvelé. Il est coupé en octobre 2023.

## Palmarès et distinctions individuelles
- Second-team All SEC (2022)

## Statistiques

### Universitaires
| Saison    | Équipe   | Matchs | Titul. | Min./m | % Tir | % 3pts | % LF | Rbds/m. | Pass/m. | Int/m. | Ctr/m. | Pts/m. |
| --------- | -------- | ------ | ------ | ------ | ----- | ------ | ---- | ------- | ------- | ------ | ------ | ------ |
| 2018-2019 | LSU      | 35     | 3      | 14.6   | .485  | .382   | .743 | 4.0     | .4      | .7     | .3     | 5.3    |
| 2019-2020 | LSU      | 31     | 30     | 23.5   | .486  | .295   | .786 | 6.8     | .8      | .6     | .3     | 11.1   |
| 2020-2021 | LSU      | 28     | 28     | 27.0   | .519  | .400   | .703 | 7.8     | .6      | 1.1    | .3     | 11.6   |
| 2021-2022 | LSU      | 33     | 33     | 29.8   | .434  | .350   | .700 | 7.8     | .9      | 1.5    | .3     | 13.7   |
| Carrière  | Carrière | 127    | 94     | 23.4   | .474  | .353   | .734 | 6.5     | .7      | 1.0    | .3     | 10.3   |